# Arquidiocese de Tânger
A Arquidiocese de Tânger (em latim: Archidiœcesis Tingitana) é uma circunscrição eclesiástica da Igreja Católica, instituída em 1468 por bula papal|bula do Papa Paulo II, sendo seu primeiro bispo D. Nuno Álvares, que já era seu titular deste a sua instituição. Foi elevada a arquidiocese em 1956.

## História
Após a conquista de Arzila, em 1471, os mouros franquearam a entrada de Tânger às forças de D. Afonso V, que então se achava em África. Entrando na cidade, logo se expiou a mesquita, e se arvorou nela o estandarte da Santa Cruz. E o prior de São Vicente de Lisboa, D. Nuno Álvares, bispo titular de Tânger, que acompanhava el-Rei, tomou conta dela, aplicando-lhe as rendas competentes. O bispado foi mais tarde incorporado no de Ceuta.
A 28 de Novembro de 1630 tornou-se na Prefeitura Apostólica de Marrocos e a 14 de Abril de 1908 no Vicariato Apostólico de Marrocos. A 2 de Julho de 1923 perdeu o seu território, tendo sido transferida para o Vicariato Apostólico de Rabat. Foi elevada a arquidiocese a 14 de Novembro de 1956.

## Lista de bispos de Tânger (1468 – 14 de Novembro de 1956)
- D. Frei Nuno Álvares, O.S.B. (1468 – 15 de Julho de 1491)
- D. Diogo Ortiz de Vilhegas (1491 – 3 de Maio de 1500), nomeado bispo de Ceuta
- D.  João Lobo ou João Lobo[2] (4 de Maio de 1500 – 1508)
- [...] (1508 – 4 de Março de 1523)
- D. Nicolau Pedro Mendes (4 de Março de 1523 – 1542)
- D. Gonçalo Pinheiro (23 de Novembro de 1542 – 27 de Junho de 1552), nomeado bispo de Viseu
- [...] (27 de Junho de 1552 – 15 de Dezembro de 1557)
- D. Francisco Quaresma, O.F.M. (15 de Dezembro de 1557 – 1585)
- D. Diogo Correia de Sousa (15 de Julho de 1585 – 16 de Fevereiro de 1598), nomeado Bispo de Portalegre
- D. Heitor de Valadares (11 de Março de 1598 – 1600)
- D. Jerónimo de Gouveia, O.F.M. (24 de Janeiro de 1601 – 1602), resignou
- D. Frei Agostinho de São Gonçalo Ribeiro (27 de Agosto de 1603 – 29 de Julho de 1613), bispo de Ceuta, depois bispo de Angra
- D. António de Aguiar (21 de Outubro de 1613 – 1632)
- D. Gonçalo da Silva (6 de Setembro de 1632 – 16 de Fevereiro de 1649)
- [...] (16 de Fevereiro de 1649 – 28 de Agosto de 1693)
- D. Diego Hortiago de Escacena (28 de Agosto de 1693 – 1???)
- [...] (1??? – 26 de Novembro de 1742)
- D. João da Silva Ferreira (26 de Novembro de 1742 – 19 de Janeiro de 1775)
- [...] (19 de Janeiro de 1775 – 15 de Abril de 1908)
- D. Francisco María Cervera y Cervera, O.F.M. (15 de Abril de 1908 – 26 de Março de 1926)
- D. José María Betanzos y Hormaechevarría, O.F.M. (17 de Julho de 1926 – 27 de Dezembro de 1948)
- D. Francisco Aldegunde Dorrego, O.F.M. (27 de Dezembro de 1948 – 14 de Novembro de 1956)

## Lista de Arcebispos de Tânger (desde 14 de Novembro de 1956)
- D. Francisco Aldegunde Dorrego, O.F.M. (14 de Novembro de 1956 – 17 de Dezembro de 1973), reformado
- D. Carlos Amigo Vallejo, O.F.M. (17 de Dezembro de 1973 – 22 de Maio de 1982), nomeado Arcebispo de Sevilha
- D. José Antonio Peteiro Freire, O.F.M. (2 de Julho de 1983 – 23 de Março de 2005), resignou
- D. Santiago Agrelo Martínez, O.F.M. (11 de Abril de 2007 – 24 de maio de 2019), resignou
- D. Emilio Rocha Grande, O.F.M. (2023-atual)